# 後藤実基
後藤 実基（ごとう さねもと）は、平安時代末期の武将。兵衛尉と称す。

## 略歴
藤原北家秀郷流の流れを汲む北面武士・藤原実遠の子として誕生。
京において源義朝に仕え、平治の乱では義朝の長男・義平に従軍する。乱の後の動向は明確ではないが、『平治物語』によると京において義朝の娘・坊門姫（後に一条能保室となる）を養育したとされる。
治承4年（1180年）に義朝の遺児・頼朝が挙兵すると、養子・基清と共にその麾下に参加。平家追討の戦いでは源義経軍に加わり、屋島の戦いに際しては、平家軍が海上に逃れた後にその城塞を焼き払い、反撃意欲を絶つという活躍を見せている。またこの戦いの際、扇の的の射手に那須与一を推挙し、その人を見る眼の確かさを大いに賞賛されたという。